# Nyctemera quadriguttatum
Nyctemera quadriguttatum là một loài bướm đêm thuộc phân họ Arctiinae, họ Erebidae.